# Aeroportul Koyuk Alfred Adams
Aeroportul Koyuk Alfred Adams (IATA: KKA, ICAO: PAKK, FAA LID: KKA) este un aeroport din Alaska, Statele Unite ale Americii ce deservește zona Koyuk⁠(d). Aeroportul a fost tranzitat în 2019 de 5.240 de pasageri. A fost numit după zona deservită.
Situat la o altitudine de 47 m, aeroportul dispune de 1 pistă. Este operat de Alaska Department of Transportation & Public Facilities⁠(d).

## Infrastructură

### Piste
Aeroportul dispune de o singură pistă. Pista 01/19 are dimensiunile 3.002 picioare × 60 picioare. 